# Pseudamnicola artanensis
Pseudamnicola artanensis là một loài ốc nước lợ rất nhỏ có nắp, là động vật thân mềm chân bụng sống dưới nước thuộc họ Hydrobiidae.

## Phân bố
Loài này có ở hòn đảo Mallorca.